# Chaïbou Néino
Chaïbou Néino (* 1. Januar 1964 in Guidan Tawayé; † 13. April 2020) war ein nigrischer Museumsleiter.

## Leben
Chaïbou Néino besuchte die Grundschule in seinem Geburtsort Guidan Tawayé und Mittelschulen in Mayahi, Zinder und Maradi. Danach studierte er an der Universität Niamey.
Néino arbeitete in leitenden Positionen für das nigrische Kulturministerium. Er gehörte Anfang der 1990er Jahre zu den Gründungsmitgliedern der Nigrischen Partei für Demokratie und Sozialismus (PNDS-Tarayya). Er wurde 1999 als Nachfolger von Mahamadou Kélessi Direktor des Nigrischen Nationalmuseums in Niamey. In dieser Funktion wurde er 2011 von Ali Bida abgelöst. Néino wirkte dann als Kustos des Geldmuseums der Westafrikanischen Zentralbank. Zuletzt war er ab 2019 als Kabinettsdirektor des nigrischen Finanzministers Mamadou Diop tätig.
Chaïbou Néino starb 2020 im Alter von 56 Jahren.

## Schriften
- Le Musée National du Niger. Un exemple symbiotique entre la culture et l’environnement. In: Caroline Gaultier-Kurhan (Hrsg.): Le patrimoine culturel africain. Maisonneuve et Larose, Paris 2001, ISBN 2-7068-1525-6, S. 41–66.
- Le patrimoine culturel nigerien. Synergie d’actions. Editions Universitaires Européennes, Saarbrücken 2011, ISBN 978-6-13159561-5.
- Populations locales et travail forcé. Le cas de Tasawa, 1900–1951. Editions Universitaires Européennes, Saarbrücken 2012, ISBN 978-3-8417-9623-3.